# Clark Kellogg
Clark Clifton Kellogg jr. (Cleveland, 2 luglio 1961) è un ex cestista statunitense, professionista nella NBA.

## Carriera
Venne selezionato dagli Indiana Pacers al primo giro del Draft NBA 1982 (8ª scelta assoluta).

## Statistiche

### NBA

#### Regular Season
| Anno      | Squadra        | PG  | PT  | MP   | TC%  | 3P%  | TL%  | RP   | AP  | PRP | SP  | PP   |
| --------- | -------------- | --- | --- | ---- | ---- | ---- | ---- | ---- | --- | --- | --- | ---- |
| 1982-1983 | Indiana Pacers | 81  | 81  | 34,1 | 47,9 | 22,2 | 74,1 | 10,6 | 2,8 | 1,7 | 0,5 | 20,1 |
| 1983-1984 | Indiana Pacers | 79  | 79  | 33,9 | 51,9 | 33,3 | 76,8 | 9,1  | 3,0 | 1,5 | 0,4 | 19,1 |
| 1984-1985 | Indiana Pacers | 77  | 65  | 31,8 | 50,5 | 50,0 | 76,0 | 9,4  | 3,2 | 1,1 | 0,3 | 18,6 |
| 1985-1986 | Indiana Pacers | 19  | 12  | 29,9 | 47,3 | 30,8 | 76,8 | 8,8  | 3,0 | 1,5 | 0,4 | 17,6 |
| 1986-1987 | Indiana Pacers | 4   | 4   | 15,0 | 36,4 | 50,0 | 75,0 | 2,8  | 1,5 | 1,3 | 0,0 | 5,0  |
| Carriera  | Carriera       | 260 | 241 | 32,7 | 49,7 | 33,8 | 75,7 | 9,5  | 2,9 | 1,5 | 0,4 | 18,9 |

## Palmarès
- McDonald's All-American Game (1979)
- NBA All-Rookie First Team (1983)